# 牙齿交痈
牙齿交痈在中醫裡是指发生于尽牙（又稱真牙，即現所說的智齒）咬合处牙龈的痈肿。本病常发于青年人。相当于西医所說的智齿冠周炎。其成因常與智齒長出時歪斜，造成牙縫中易殘餘食物而引起。